# Die Linke Sachsen
Die Linke Sachsen (in der zweiten Amtssprache Sachsens Obersorbisch Lěwica krajny zwjazk Sakska oder kurz Lěwica Sakska) ist der Landesverband der Partei Die Linke im Freistaat Sachsen. Landesvorsitzende sind Anja Eichhorn und Marco Böhme. Fraktionsvorsitzende im Sächsischen Landtag ist Susanne Schaper.
Bis Ende 2017 war Die Linke Sachsen der größte Landesverband dieser Partei in Deutschland. Seit Februar 2025 ist sie mit über 10.000 Mitgliedern wieder die mitgliederstärkste Partei in Sachsen.

## Geschichte

### Gründung
Am 14./15. Juli 2007 vereinigten sich in Chemnitz die Landesverbände der Linkspartei PDS und der WASG zum Landesverband der Partei Die Linke Sachsen. Zuvor hatten sich am 16. Juni 2007 die PDS und die WASG in Berlin auf Bundesebene zur Partei Die Linke verschmolzen. Vorausgegangen war ein zweijähriger Prozess der Zusammenarbeit, der durch die vorgezogene Bundestagswahl 2005 ausgelöst worden war. Mit der PDS, die 2007 bereits auf eine längere wechselhafte Geschichte zurückblicken konnte und der WASG, die im Zusammenhang mit den Protesten gegen die Regierungspolitik von SPD und Bündnis 90/Die Grünen und ganz besonders gegen die Verabschiedung der sogenannten Hartz-Gesetze entstanden war, vereinigten sich zwei sehr unterschiedliche Partner. Nicht zuletzt aus der Erinnerung an Erfahrungen mit früheren Vereinigungen legten wichtige Akteure auf beiden Seiten Wert darauf, diese Vereinigung auf gleicher Augenhöhe vorzunehmen.

### Geschichte der PDS Sachsen
Am 8. und 9. Dezember 1989 fand ein Außerordentlicher Parteitag der SED in Berlin statt. Die Krise, in die die damalige Partei- und Staats-Führung das Land geführt hatte, hatte ihn unausweichlich werden lassen, auch wenn dies nicht alle führenden Funktionäre so sahen. Die Partei vollzog eine Umbenennung in SED-PDS und ab Mitte Januar 1990 PDS, Partei des Demokratischen Sozialismus.
Der Bruch mit dem Stalinismus als System war eine Botschaft dieses Parteitags. In den drei sächsischen Bezirken waren im Herbst 1989 und Anfang 1990 Initiativgruppen und andere Basisbewegungen entstanden, die die Umwandlung der Partei als Erneuerungsprozess begriffen, vorantrieben, Verantwortung übernahmen, die alten Führungskräfte ablösten und an den Runden Tischen gemeinsam mit Vertretern anderer Parteien und neu entstandener politischer Bewegungen über die Zukunft des Landes berieten. Sachsen war – mit den Entwicklungen in Plauen, Dresden und Leipzig – im Herbst ’89 zum Motor des Prozesses in der DDR geworden, dessen Gewaltlosigkeit die Welt verblüffte. Die PDS  übernahm mit der (auch in der Partei umstrittenen) juristischen Nachfolge der SED ein schwieriges Erbe. Die sich neu bildenden sächsischen Bezirksverbände standen schon vor der Gründung eines neuen Landesverbandes der Partei vor zwei großen Herausforderungen: Sie mussten sich der Verantwortung – auch für ihre Vorgängerpartei – stellen und gleichzeitig an die Erneuerung gehen. Dazu fand am 30. Juni 1990 in Dresden eine Vorbereitungskonferenz zur Neugründung eines sächsischen Landesverbandes der PDS statt.
Am 28./29. Juli 1990 gründete sich in Leipzig auf der 1. Landesdelegiertenkonferenz der Landesverband Sachsen der PDS. Klaus Bartl (Chemnitz) wurde zum Vorsitzenden gewählt, Ronald Weckesser (Dresden), Achim Last (Löbau) und Volker Külow (Leipzig) wurden Stellvertreter. Bei den Wahlen zum ersten Sächsischen Landtag erhielt die in einem Wahlbündnis mit der Partei Die Nelken, der KPD Sachsen, dem Marxistischen Jugendverband und der Vereinigten Linken verbundene LINKE LISTE.PDS 10,2 % der Wählerstimmen und damit 17 Sitze im neuen Landtag. Fraktionsvorsitzender wurde Klaus Bartl. Auf dem 2. Parteitag am 7. Dezember 1991 in Leipzig wurde Peter Porsch zum Parteivorsitzenden gewählt. In den Jahren danach erfolgte ein innerparteilicher Klärungsprozess. Reformorientierte und linkskonservative Kräfte fanden zusammen, so dass sie gemeinsam politisch agieren konnten. Zwei Parteikonferenzen und ungezählte regionale Aktivitäten begleiteten den weiteren Erneuerungsprozess. Auf dem Markkleeberger Parteitag am 6. März 1994 gab sich die PDS Sachsen ein eigenes von allen Strömungen getragenes Grundsatzprogramm „Leben in Menschenwürde“. Der innerparteiliche Klärungsprozess wurde aber auch durch zahlreiche harte persönliche und inhaltliche Auseinandersetzungen zwischen den drei Stadtverbänden Leipzig (Pellmann), Chemnitz (Bartl) und Dresden (Ostrowski/Weckesser) geprägt. Zum Teil konnte Peter Porsch als Landesvorsitzender die Flügel nur mühsam integrieren.
Nach der Landtagswahl 1994 zog die PDS mit 16,5 % der Wählerstimmen und 21 Abgeordneten in den neuen Landtag ein. Peter Porsch wurde zum Fraktionsvorsitzenden gewählt. 1994 konnte die PDS mit Horst-Dieter Brähmig in Hoyerswerda zum ersten Mal in der Bundesrepublik einen Oberbürgermeister stellen. Zur Landtagswahl 1999 erhöhte die Partei ihren Stimmenanteil auf 22,2 %, zog mit 30 Abgeordneten in den Landtag ein und wurde damit zur zweitstärksten Fraktion und zur Oppositionsführerin im Sächsischen Landtag. Peter Porsch wurde wieder Fraktionsführer und Landesvorsitzender, zudem im Herbst 2000 auch zum stellvertretenden Parteivorsitzenden der PDS auf Bundesebene gewählt. 2001 übernahm Cornelia Ernst das Amt der Landesvorsitzenden. Gestaltende Opposition und schuldenfreier Sozialismus wurden die Schlagworte, welche die Politik der PDS Sachsen kennzeichneten.
2004 legte die PDS das Alternative Landesentwicklungskonzept ALEKSA vor. Bei der 2004 schmälerten Informationen über eine Stasimitarbeit des PDS-Spitzenkandidaten Peter Porsch die Ergebnisse (23,6 %). Wieder wurde die PDS mit 31 Abgeordneten die zweitstärkste Fraktion im Sächsischen Landtag. Erstmals errang sie vier Direktmandate in Leipzig, Chemnitz und Hoyerswerda. Porsch wurde wiederum Fraktionsvorsitzender. Infolge der bundesweiten Entwicklung nahm 2005 auch die PDS Sachsen Kurs auf die Zusammenarbeit mit der WASG. Im Juli 2007 vereinigten sich die PDS und die WASG zur Partei Die Linke. Zeitgleich übernahm der langjährige Parlamentarische Geschäftsführer der Fraktion André Hahn den Vorsitz der Fraktion Die Linke im Sächsischen Landtag.

### Geschichte der WASG Sachsen
Am 3. Juli 2004 wurde im Bonhoeffer-Haus in Berlin der Verein Wahlalternative Arbeit und soziale Gerechtigkeit e. V. gegründet, der von vornherein die Gründung bzw. Umwandlung in eine Partei zu seinen satzungsgemäßen Zielen zählte. 38 Initiatoren aus ganz Deutschland – davon drei aus Sachsen (Thomas Rudolph und Roger Schaumberg, Leipzig; Bernd Rump, Dresden)– unterschrieben die Gründungserklärung. Vorausgegangen waren diesem formellen Gründungsakt der Aufbau einer Wahlalternative und einer Initiative Arbeit und soziale Gerechtigkeit. Seit dem Frühjahr 2004 hatten auch in Sachsen unter dem Dach der Gewerkschaft IG Metall offene Treffen stattgefunden, auf denen über die Entwicklung einer neuen politischen Organisation beraten worden war. Zum Landeskoordinator war der Bevollmächtigte der IG Metall, Werner Kempter, bestimmt worden.
Am 2. Juni 2004 war dann in Dresden ein Arbeitsausschuss gegründet worden, dem u. a. Ulrich Stephan und Werner Kempter angehörten. Regionalverbände wurden in Leipzig, Dresden, im Chemnitzer Land, in Freiberg und Zwickau aufgebaut. Konsultationen zwischen den verschiedenen Initiativkreisen führten am 9. Oktober 2004 in Chemnitz zum Landestreffen der ASG Sachsen und dort zur Gründung der WASG in Sachsen. Der Vorstand, dem Michaela Ziegs, Petra Fischer, Monika Krüger, Werner Kempter, Manfred Hauser, Tilo Wirtz und Christian Fischer angehörten, übernahm die weitere Arbeit. Die WASG war vor allem bei den Demonstrationen gegen Hartz IV präsent, beteiligte sich mit Flugblattaktionen und Mahnwachen an Protesten gegen die Regierungspolitik. Zugleich begann die öffentliche Diskussion um die politische Grundorientierung und um erste Entwürfe zu einem politischen Grundsatzprogramm.
Nach der Durchführung eines Mitgliederentscheides, in dem die Mehrheit für die Umwandlung des Vereines in eine Partei votierte, konstituierte sich die WASG am 22. Januar 2005 als Partei. Die offizielle Gründung des Landesverbandes Sachsen erfolgte mit dem 1. Landesparteitag der WASG am 18. Juni 2005. Petra Fischer (Dresden), Manfred Hauser (Zwickau), Tilo Wirtz (Dresden) und Enrico Stange (Leipzig) wurden zu Mitgliedern des Geschäftsführenden Vorstandes gewählt. Der Landesparteitag beschäftigte sich darüber hinaus mit der Vorbereitung auf die kommenden Bundestagswahlen am 18. September 2005. Dabei stand ein Antrag des Leipziger Kreisverbandes im Zentrum der Diskussionen, der eine Kandidatur von Kandidaten der WASG auf offenen Listen der PDS ablehnte. Am Abend entschied sich der Landesparteitag mit großer Mehrheit für diesen Antrag. In den Wochen danach erfolgte in Sachsen fast flächendeckend der Aufbau von Kreisverbänden: in Bautzen, Riesa-Großenhain, Plauen, Weißwasser, Zwickau, Meißen, Stollberg, Freiberg.
Trotz des Parteitagsbeschlusses vom 18. Juni 2005 fanden nach der endgültigen Entscheidung für vorgezogene Bundestagswahlen infolge des Ergebnisses der Landtagswahlen in Niedersachsen im Mai 2005, auch in Sachsen Konsultationen zwischen beiden Parteien PDS und WASG statt. Dabei spielte insbesondere die Aufforderung Oskar Lafontaines an beide linke Parteien eine ausschlaggebende Rolle, bei den bevorstehenden Wahlen zusammenzugehen. Diese Konsultationen führten nach entsprechenden Vereinbarungen auf Bundesebene zu einer Revision der auf dem Parteitag beschlossenen Position und damit auch in Sachsen zur Kandidatur von Kandidaten der WASG auf offenen Listen der PDS. Am 3. Dezember 2005 vereinbarten die Landesvorstände beider Parteien die Bildung einer paritätischen Strategiegruppe zur Vorbereitung einer Fusion in Sachsen, die innerhalb von eineinhalb Jahren abgeschlossen werden sollte. Auf zwei programmatischen Konvents am 7. Oktober 2006 in Dresden und 21. Januar 2007 in Hof wurde Annäherung und schließlich Übereinstimmung erzielt.

## Organisation und Struktur
Die Linke Sachsen organisiert sich in Basisgruppen und in örtlichen Verbänden. Diese bilden jeweils Kreisverbände, die territorial mit den zehn Landkreisen und den drei kreisfreien Städten deckungsgleich sind. Das höchste Organ ist der Landesparteitag, der für zwei Jahren gewählt wird. Die wichtigsten Führungsorgane der Partei sind der Landesvorstand und der Landesrat.
Zur Parteiorganisation gehören zudem Arbeitsgemeinschaften, Arbeitskreise und Foren, in denen sich Mitglieder und Nichtmitglieder der Partei mit Interesse an bestimmten Themen offiziell zusammenschließen können. Solche landesweiten Zusammenschlüsse sind u. a. die Landesarbeitsgemeinschaft (LAG) Antifaschistische Politik, die LAG Betriebe & Gewerkschaft, die LAG Bürgerrechte und Demokratie, LAG Frieden und Internationale Politik, die LAG Bedingungsloses Grundeinkommen, die Frauen-Arbeitsgemeinschaft LISA, das Marxistische Forum, die LAG Religion und Weltanschauungsgemeinschaften, das Forum demokratischer Sozialismus, die Sozialistische Linke, die LAG Linke UnternehmerInnen, die LAG Seniorinnen und Senioren. Eine wichtige Stellung innerhalb der Partei nimmt auch die Jugend mit ihrem Landesjugendtag ein. An diesem können alle Mitglieder des Landesverbandes sowie Sympathisanten der Partei bis zum vollendeten 27. Lebensjahr teilnehmen.
Die Linksjugend ('solid) ist der Landes-Jugendverband der Partei. Innerhalb dieses Verbandes besteht der Hochschulverband Die Linke.SDS als Arbeitsgemeinschaft.
Parteinahe Bildungsvereine sind die Rosa-Luxemburg-Stiftung mit Sitz in Leipzig und Außenstellen in Dresden und Chemnitz, das Kommunalpolitische Forum Sachsen, das Jugendbildungswerk Sachsen und der Jugendverein „Roter Baum“.
OWUS Sachsen ist ein parteinaher offener Unternehmerverband.

## Funktionsträger

### Parteivorsitzende: PDS Sachsen und Die Linke Sachsen
| Amtszeit  | Name                              | Parteiname      |
| --------- | --------------------------------- | --------------- |
| 1990–1991 | Klaus Bartl                       | PDS             |
| 1991–1995 | Peter Porsch                      | PDS             |
| 1995–1997 | Reinhard Lauter                   | PDS             |
| 1997–2001 | Peter Porsch                      | PDS             |
| 2001–2009 | Cornelia Ernst                    | PDS / Die Linke |
| 2009–2017 | Rico Gebhardt                     | Die Linke       |
| 2017–2019 | Antje Feiks                       | Die Linke       |
| 2019–2025 | Susanne Schaper & Stefan Hartmann | Die Linke       |
| seit 2025 | Anja Eichhorn & Marco Böhme       | Die Linke       |

### Fraktionsvorsitzende im Sächsischen Landtag
| Amtszeit  | Name            | Fraktion           |
| --------- | --------------- | ------------------ |
| 1990–1994 | Klaus Bartl     | Linke Liste PDS    |
| 1994–2005 | Peter Porsch    | PDS-Fraktion       |
| 2005–2007 | Peter Porsch    | Linksfraktion.PDS  |
| 2007–2012 | André Hahn      | Fraktion Die Linke |
| 2012–2024 | Rico Gebhardt   | Fraktion Die Linke |
| seit 2024 | Susanne Schaper | Fraktion Die Linke |

### Landesgeschäftsführer
| Amtszeit  | Name               |
| --------- | ------------------ |
| 1991–1993 | Martin Harnack     |
| 1993–1995 | Ingrid Mattern     |
| 1995–1997 | Michael Kretschmer |
| 1997–1999 | Ralf Eißler        |
| 1999–2009 | Rico Gebhardt      |
| 2009–2017 | Antje Feiks        |
| 2017–2019 | Thomas Dudzak      |
| 2019–2021 | Janina Pfau        |
| seit 2021 | Lars Kleba         |

## Wahlergebnisse

### Landtagswahlen
| Ergebnisse der Landtagswahlen | Ergebnisse der Landtagswahlen | Ergebnisse der Landtagswahlen | Ergebnisse der Landtagswahlen |
| Jahr                          | Stimmen                       | Sitze                         |                               |
| ----------------------------- | ----------------------------- | ----------------------------- | ----------------------------- |
| 19901                         | 10,2 %                        | 17                            |                               |
| 19942                         | 16,5 %                        | 21                            |                               |
| 19992                         | 22,2 %                        | 30                            |                               |
| 20042                         | 23,6 %                        | 31                            |                               |
| 20093                         | 20,6 %                        | 29                            |                               |
| 20143                         | 18,9 %                        | 27                            |                               |
| 20193                         | 10,4 %                        | 14                            |                               |
| 20243                         | 4,5 %4                        | 6                             |                               |

1) als LL/PDS („Linke Liste – PDS“)

2) als PDS („Partei des Demokratischen Sozialismus“)

3) als Die Linke

4) Nur durch zwei Direktmandate gemäß Grundmandatsklausel, weil die Fünf-Prozent-Hürde nicht erreicht wurde.

### Bundestagswahlen
| Ergebnisse der Bundestagswahlen | Ergebnisse der Bundestagswahlen | Ergebnisse der Bundestagswahlen | Ergebnisse der Bundestagswahlen | Ergebnisse der Bundestagswahlen |
| Jahr                            | Erststimmen in %                | Zweitstimmen in %               | Mandate (davon Direktmandate)   | Abgeordnete (davon mit Direktmandat)                                                                                                |
| ------------------------------- | ------------------------------- | ------------------------------- | ------------------------------- | --- |
| 19901                           | 9,2                             | 9,0                             | 4 (–)                           | Ulrich Briefs (bis 1991, dann fraktionslos), Uwe-Jens Heuer, Barbara Höll, Angela Stachowa                                          |
| 19941;2                         | 17,2                            | 16,7                            | 6 (–)                           | Heinrich von Einsiedel, Uwe-Jens Heuer, Barbara Höll, Heidemarie Lüth, Christina Schenk, Steffen Tippach                            |
| 19981                           | 19,7                            | 20,0                            | 8 (–)                           | Klaus Grehn, Barbara Höll, Evelyn Kenzler, Heidemarie Lüth, Christine Ostrowski, Christina Schenk, Gustav-Adolf Schur, Ilja Seifert |
| 20021                           | 17,7                            | 16,2                            | – (–)                           | – |
| 2005                            | 22,3                            | 22,8                            | 8 (–)                           | Barbara Höll, Katja Kipping, Monika Knoche, Michael Leutert, Ilja Seifert, Axel Troost, Jörn Wunderlich, Sabine Zimmermann          |
| 2009                            | 24,2                            | 24,5                            | 8 (–)                           | Barbara Höll, Katja Kipping, Caren Lay, Michael Leutert, Ilja Seifert, Axel Troost, Jörn Wunderlich, Sabine Zimmermann              |
| 2013                            | 21,5                            | 20,0                            | 8 (–)                           | André Hahn, Susanna Karawanskij, Katja Kipping, Caren Lay, Michael Leutert, Axel Troost, Jörn Wunderlich, Sabine Zimmermann         |
| 2017                            | 17,5                            | 16,1                            | 6 (1)                           | André Hahn, Katja Kipping, Caren Lay, Michael Leutert (bis 2021, Nachrücker Axel Troost), Sören Pellmann, Sabine Zimmermann         |
| 20212                           | 11,5                            | 9,3                             | 4 (1)                           | André Hahn, Katja Kipping (bis 2022, Nachrückerin Clara Bünger), Caren Lay, Sören Pellmann                                          |
| 2025                            | 12,8                            | 11,3                            | 4 (1)                           | Clara Bünger, Caren Lay, Sören Pellmann, Zada Salihović                                                                             |

1) als PDS („Partei des Demokratischen Sozialismus“)

2) über die Grundmandatsklausel in den Bundestag eingezogen